# Valender
Valender est un village de la commune belge d'Amblève (en allemand : Amel) située en Communauté germanophone et en Région wallonne dans la province de Liège.
Avant la fusion des communes de 1977, Valender faisait partie de la commune d'Heppenbach.
Au 1er janvier 2016, le village comptait 127 habitants.

## Situation et description
Valender est un petit village traversé par l'Amblève naissante serpentant à travers les prairies. Mais la plupart des habitations sont construites sur la rive gauche.
Le village avoisine Mirfeld situé au nord, Halenfeld au nord-est et la localité d'Amblève située à environ 3 km à l'ouest.

## Patrimoine
La chapelle Saint Lambert (Lambertuskapelle) bâtie en 1956 en moellons de grès se trouve à un carrefour (altitude : 472 m). Elle possède une seule nef de quatre travées, un chevet à cinq pans coupés et un clocheton carré. Elle est très ressemblante à la chapelle Saint Quirin bâtie à Mirfeld.
Plusieurs croix de pierre ont été dressées dans le village.

## Éoliennes
Entre Valender et Wereth, au lieu-dit Oberhart, cinq éoliennes ont été érigées et mises en service en 2008. Elles ont chacune une hauteur nacelle de 98 m, un diamètre des pales de 82 m et une puissance de 2 000 kw.